# Stadtpark Eimsbüttel
Der Stadtpark Eimsbüttel ist eine etwa 1,4 ha große Parkanlage in Hamburg-Stellingen, Bezirk Eimsbüttel.
Umliegende Straßen sind die Koppelstraße und die Lokstedter Grenzstraße mit dem Tierpark Hagenbeck, dessen Haupteingang direkt an den Park grenzt.

## Kunstwerke
Am Eingang des Parks steht die etwa 8 Meter hohe Bronzeskulptur Mann auf Giraffe des Künstlers Stephan Balkenhol, aus dem Jahre 2000.

## Anfahrt
Der Park kann über die naheliegende U-Bahnhaltestelle Hagenbeck mit der Linie U2 oder mit den Buslinien 22, X22, 181, 281, 391, 392 erreicht werden.